# Casa Graydon
La Casa Graydon es una residencia histórica ubicada en Greenville, Alabama, Estados Unidos.

## Historia
Construida en 1909, es un ejemplo de arquitectura vernácula del sur de Alabama, con una veranda alrededor de todo su perímetro, y con una cubierta a cuatro aguas excepto por el frente, en el que un hastial queda centrado sobre la fachada. La veranda está soportada por esbeltos pilares de madera con elaborados canecillos o zapatas. La carpintería decorativa continúa en el interior, incluyendo las repisas de las chimeneas de estilo Reina Ana.
La casa fue incluida en el Registro Nacional de Lugares Históricos en 1986.